# Alsergrund (Wien)
Alsergrund ( [ˈalzɐˌɡʀʊnt] ?) er den 9. af Wiens 23 bydele (bezirke). Den er placeret lige nord for Innere Stadt. Området er tætbefolket og med mange offentlige boliger.
Mange afdelinger af Wien Universitet er beliggende i Alsergrund, ligesom Wirtschaftsuniversität Wien er det. Der er også mange store hospitaler, herunder det største i Wien, Allgemeines Krankenhaus der Stadt Wien.
19 Berggasse i Alsergrund er tidligere hjem og arbejdsplads for Sigmund Freud. Det var Freuds hjem fra 1891 til hans flugt til England i 1938 og huser for nuværende Sigmund Freud Museum.
48°13′31″N 16°21′25″Ø / 48.225277777778°N 16.356944444444°Ø